# Tortula stellata
Tortula stellata là một loài rêu trong họ Pottiaceae. Loài này được (Dicks. ex With.) Sm. mô tả khoa học đầu tiên năm 1804.